# 高知県立中央病院
高知県立中央病院（こうちけんりつちゅうおうびょういん）は、かつて高知県高知市に存在した医療機関。廃止時の病床数は400床であった。
民間病院との競合により経営が悪化し、同様の問題を抱えていた高知市立市民病院と民間資金を入れる形で統合することとなり、高知県・高知市病院組合が運営する高知医療センターに代替される形で2005年3月に廃止された。 跡地にはサーパスマンションが建設された。

## 所在地
- 高知県高知市桜井町二丁目7番33号

## 沿革
- 1944年（昭和19年） - 日本医療団高知県支部が高知市中島町の武田病院を譲受、日本医療団高知中央病院発足。
- 1948年（昭和23年）5月1日 - 高知市中島町の高知中央病院と高知市横浜の横浜分院を日本医療団から高知県が引継ぎ、高知県立中央病院として発足。
- 1957年（昭和32年）4月1日 - 県に病院局設置。地方公営企業法を適用。
- 1961年（昭和36年）10月1日 - 総合病院認可
- 1964年（昭和39年）12月26日 - 高知市中新町74番地（町名変更により現在は桜井町二丁目7番33号）の新病院新築工事着手
- 1966年（昭和41年）8月31日 - 新築工事完成
- 1966年（昭和41年）9月13日 - 新病院落成式挙行。
- 1966年（昭和41年）9月23日 - 新病院の業務を開始。
- 1966年（昭和41年）11月3日 - 横浜分院を廃止し、新病院に統合する。
- 1970年（昭和45年）8月21日 - 台風10号による被災（地下浸水）。
- 1987年（昭和62年）9月1日 - 更生医療（腎移植に関する医療）担当医療機関指定
- 1994年（平成6年）9月 - 「高知県立中央病院・高知市立市民病院統合検討委員会」発足
- 1996年（平成8年）4月 - 「高知県立中央病院・高知市立市民病院統合問題合同検討チーム」発足
- 1996年（平成8年）5月27日 - 日本腎臓移植ネットワークに入会
- 2002年（平成14年）8月13日 - 地域がん診療拠点病院指定
- 2004年（平成16年）4月1日 - 高知県・高知市病院組合立高知中央病院と名称を変更
- 2005年（平成17年）2月13日 - 高知医療センター開院式。
- 2005年（平成17年）2月26日 - 高知医療センターへ患者移送。
- 2005年（平成17年）3月1日 - 高知医療センター外来診療開始。
- 2005年（平成17年）3月1日 - 廃止
- 2006年（平成18年） - 病棟取り壊し